# Cornelis Jongbawstraat
De Cornelis Jongbawstraat, tot 1956 de Grote Waterstraat genoemd, is een straat in Paramaribo die loopt van de Kleine Waterstraat naar de Anton Dragtenweg.

## Naamgever
De Cornelis Jongbawstraat werd in juni 1956 naar Cornelis Jong Baw genoemd, zo'n drie weken nadat hij was overleden. Daarvoor heette de straat de Grote Waterstraat. Jong Baw was sinds 1932 directeur van Van Romondt's Handelmaatschappij en was in de jaren 1940 voor de Progressieve Surinaamse Volkspartij (PSV) lid van de Staten van Suriname. Vanaf 1955 was hij voorzitter van de Rekenkamer.

## Bouwwerken
Aan het begin splitst de Kleine Waterstraat zich in de Cornelis Jongbawstraat (rechts) en de Wilhelminastraat (links). Langs de Surinamerivier bevinden zich de Maritieme Autoriteit Suriname (MAS) en het Maritiem Museum, het ministerie van Grondbeleid en Bosbeheer en de dienst 's Lands Bosbeheer (LBB), Stichting Natuurbehoud Suriname (STINASU), Torarica Eco Ressort, het museum Surinaamsch Rumhuis, Suriname Alcoholic Beverages, het Italiaans consulaat en SAIL NV met ernaast de Suriname Seafood Associatie. Ertegenover gaat een weg naar links naar de Hofstede Crulllaan, bevinden zich Huize Betheljada en het Centraal Hoofdstembureau en loopt de straat na de Hertogstraat samen met de Mahonylaan uit op de Anton Dragtenweg.

## Gedenktekens

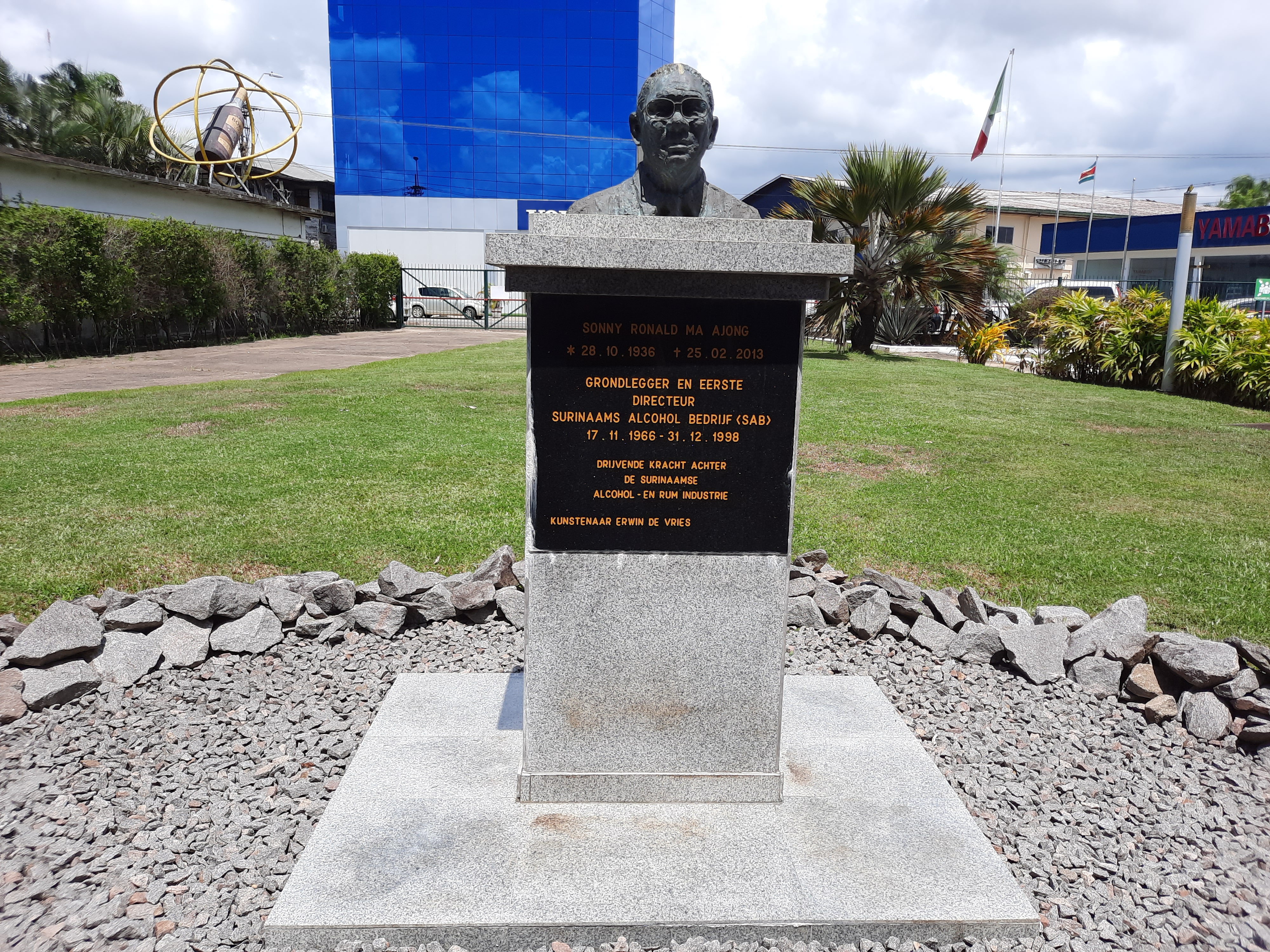
Buste van Sonny Ronald Ma Ajong

In de tuin van STINASU staat een monument met een gedenkplaat die in 1989 werd onthuld door president Ramsewak Shankar, in bijzijn van vertegenwoordigers van het Wereld Natuur Fonds, 's Lands Bosbeheer, Canadian Wildlife Service en Western Hemisphere Shorebird Reserve Network. Er bevinden zich twee gedenktekens bij Suriname Alcoholic Beverages.
| Onderwerp                               | Type       | Kunstenaar     | Onthulling | Locatie                      | Omschrijving                             |
| --------------------------------------- | ---------- | -------------- | ---------- | ---------------------------- | ---------------------------------------- |
| Instelling natuurreservaten in Suriname | plaquette  | ?              | 1989       | STINASU                      | natuurbescherming                        |
| Borstbeeld van Sonny Ma Ajong           | borstbeeld | Erwin de Vries | 2017       | Suriname Alcoholic Beverages | grondlegger Suriname Alcoholic Beverages |